# Pott Shrigley
Pott Shrigley est une localité anglaise située dans le comté de Cheshire.